# Maring-Noviand
Maring-Noviand ist eine Ortsgemeinde im Landkreis Bernkastel-Wittlich in Rheinland-Pfalz. Sie gehört der Verbandsgemeinde Bernkastel-Kues an.

## Geographie

### Geographische Lage
Maring-Noviand liegt, umgeben von Weinbergen, Wiesen und Wäldern, in der Natur- und Kulturlandschaft der Mosel in der Region Trier und befindet sich in einem Urstromtal des Flusses, welches sich zu einer Zeit ausprägte, in der dieser noch nicht auf sein heutiges Bett (rund zwei Kilometer entfernt vom Ortskern) festgelegt war. Nächstgelegene Mittelzentren sind die Städte Bernkastel-Kues und Wittlich. Die Universitätsstadt Trier liegt rund 33 Kilometer Luftlinie entfernt.
Zu Maring-Noviand gehören auch die Wohnplätze Deutschmühle, Froschmühle, Hof Kreuzberg, Laymühle, Maring, Maringermühle, Maringer Schweiz, Noviand und Siebenborn.
Durch Maring-Noviand fließt die Lieser, auf der Gemarkung entspringt der Wiesgraben (Mosel).

### Klima
Maring-Noviand liegt in der Übergangszone vom gemäßigten Seeklima zum Kontinentalklima; es herrscht ein in Relation zu anderen Regionen Deutschlands sehr mildes Klima – im nahegelegenen Brauneberg wurde am 11. August 1998 die Rekordtemperatur von 41,2 °C im Schatten, die höchste jemals in der Bundesrepublik gemessene Lufttemperatur, festgestellt. Durch die ständige Verdunstung des nahen Moselwassers herrscht eine regelmäßig hohe Luftfeuchtigkeit, die insbesondere im Sommer für teilweise belastendes, schwüles Wetter sorgt und zahlreiche Gewitter mit sich bringt.

## Geschichte
Maring und Noviand sind galloromanische (genauer: moselromanische) Ortsnamen. Sie sind mindestens seit der Römerzeit besiedelt. Erste namentliche Erwähnung fanden beide Orte Maring und Noviand, gleichzeitig mit Thalfang in Urkunden der fränkischen Könige Dagobert I. und Siegbert II. aus den Jahren 643 und 645. Im Jahr 981 ist eine Schenkung des Trierer Erzbischofs in Noviand belegt.
Die beiden Orte Maring und Noviand gehörten bis zum Ende des 18. Jahrhunderts zum Kurfürstentum Trier. In der sogenannten Franzosenzeit gehörten die Orte von 1798 bis 1814 zum Kanton Bernkastel im Saardepartement, 1815 wurden sie auf dem Wiener Kongress dem Königreich Preußen zugeordnet.
Seit 1946 ist der Ort Teil des damals neu gebildeten Landes Rheinland-Pfalz.

## Politik

### Gemeinderat
Der Ortsgemeinderat in Maring-Noviand besteht aus 16 Ratsmitgliedern, die bei der Kommunalwahl am 9. Juni 2024 in einer personalisierten Verhältniswahl gewählt wurden, und dem ehrenamtlichen Ortsbürgermeister als Vorsitzendem.
Die Sitzverteilung im Gemeinderat:
| Wahl | LZ a | WGB b | BIMN c | Gesamt   |
| ---- | ---- | ----- | ------ | -------- |
| 2024 | 7    | 9     | –      | 16 Sitze |
| 2019 | 7    | 6     | 3      | 16 Sitze |

### Bürgermeister
Klaus Becker wurde am 26. Juni 2019 Ortsbürgermeister von Maring-Noviand. Bei der Stichwahl am 16. Juni 2019 war er mit einem Stimmenanteil von 57,33 % gewählt worden, nachdem bei der Direktwahl am 26. Mai 2019 keiner der ursprünglich drei Bewerber eine ausreichende Mehrheit erreicht hatte. Bei der Kommunalwahl 2024 wurde Klaus Becker als einziger Kandidat mit 80,5 % der abgegebenen Stimmen für weitere fünf Jahre als Ortsbürgermeister wiedergewählt.
Beckers Vorgänger Hans-Josef Edringer hatte das Amt 15 Jahre ausgeübt.

### Wappen
| Gemeindewappen von Maring-Noviand | Das Wappen der Ortsgemeinde Maring-Noviand ist gespalten, vorne das Trierer Kreuz, hinten in schwarz zwei pfahlgestellte, ineinander verschlungene, goldene Ringe. |
| Gemeindewappen von Maring-Noviand | Bei dem Kreuz handelt es sich um das des Erzbistums und Kurfürstentums Trier. Es hat seit Ende des 13. Jahrhunderts eine weite Verbreitung in historischen Dokumenten und Darstellungen gefunden. Im Mittelalter hielt es Einzug in viele Wappen von Städten und Gemeinden des trierischen Kurstaates. Heute ist es u. a. auch im Wappen des Landes Rheinland-Pfalz zu finden. Die beiden Ringe sind das Zeichen der Abtei Himmerod, die in ihrer Blütezeit bis zur Säkularisierung zahlreiche Wirtschaftshöfe in der Region unterhielt. Zu den größten dieser Höfe zählte der Klosterhof Siebenborn. Über Jahrhunderte prägte die Zugehörigkeit zur Abtei Himmerod und deren landwirtschaftlicher Besitz das Leben in der Gemeinde Maring-Noviand. |

## Kultur und Sehenswürdigkeiten

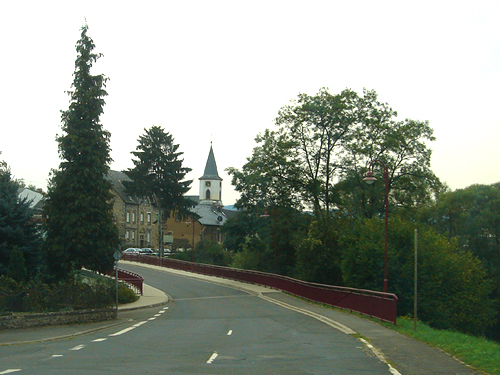
Ortsteil Maring mit Kirche

### Regelmäßige Veranstaltungen
Regelmäßig finden Heimat- und Weinfeste statt.
Immer am ersten Wochenende im August findet das große Wein- und Straßenfest im Ortsteil Maring statt, welches jedes Jahr hunderte von Besuchern anlockt.

## Wirtschaft und Infrastruktur
Maring-Noviand ist geprägt von Weinbau und Tourismus. Weinlagen sind unter anderem Honigberg, Flur, Rosenberg, Schwarzlay, Sonnenuhr, Klosterberg, Lambertuslay oder Römerpfad. Es werden die Rebsorten Riesling und Burgunder angebaut.

## Söhne und Töchter
- Philipp Lichter (1796–1870), katholischer Schriftsteller
- Rudolf Haubst, katholischer Theologe
- Katharina Okfen, Gebietsweinkönigin der Mosel (2009/2010)[11]